# Carlos Balart
Carlos Balart, född 24 december 1978 i Santiago de Chile, är en chilensk skådespelare som spelat i ett antal TV-serier. Han deltog i Temptation Island, och fick sin första större roll i den mexikanska dokusåpan Contra Viento y Marea.